# 25924 Douglasadams
Douglasadams (asteroide 25924) é um asteroide da cintura principal. Possui uma excentricidade de 0.16585480 e uma inclinação de 1.72946º.
Este asteroide foi descoberto no dia 19 de fevereiro de 2001 por LINEAR em Socorro.